# 올림픽 배드민턴 메달리스트 목록
다음은 올림픽 배드민턴의 메달리스트 목록이다.

## 남자

### 단식
| 종목                   | 금                           | 은                                | 동                           |
| ---------------------- | ---------------------------- | --------------------------------- | ---------------------------- |
| 1992 바르셀로나 자세히 | 알란 부디쿠수마 · 인도네시아 | 아르카디 위라나타 · 인도네시아    | 토마스 라우리드센 · 덴마크   |
| 1992 바르셀로나 자세히 | 알란 부디쿠수마 · 인도네시아 | 아르카디 위라나타 · 인도네시아    | 헤르마완 수산토 · 인도네시아 |
| 1996 애틀랜타 자세히   | 포울리에크 회위에르 · 덴마크 | 동지웅 · 중화인민공화국           | 라시드 시디크 · 말레이시아   |
| 1996 애틀랜타 자세히   | 포울리에크 회위에르 · 덴마크 | 동지웅 · 중화인민공화국           | 샤쉰제 · 중화인민공화국      |
| 2000 시드니 자세히     | 지신펑 · 중화인민공화국      | 헨드라완 · 인도네시아             |                              |
| 2000 시드니 자세히     | 지신펑 · 중화인민공화국      | 손승모 · 대한민국                 |                              |
| 2004 아테네 자세히     | 타우픽 히다얏 · 인도네시아   | 소니 드위 쿤코로 · 인도네시아     |                              |
| 2004 아테네 자세히     | 타우픽 히다얏 · 인도네시아   | 리총웨이 · 말레이시아             |                              |
| 2008 베이징 자세히     | 린단 · 중화인민공화국        | 첸진 · 중화인민공화국             |                              |
| 2008 베이징 자세히     | 린단 · 중화인민공화국        | 리총웨이 · 말레이시아             |                              |
| 2012 런던 자세히       | 린단 · 중화인민공화국        | 첸룽 · 중화인민공화국             |                              |
| 2012 런던 자세히       | 린단 · 중화인민공화국        | 리총웨이 · 말레이시아             |                              |
| 2016 리우 자세히       | 첸룽 · 중화인민공화국        | 빅토르 악셀센 · 덴마크            |                              |
| 2016 리우 자세히       | 첸룽 · 중화인민공화국        | 첸룽 · 중화인민공화국             |                              |
| 2020 도쿄 자세히       | 빅토르 악셀센 · 덴마크       | 앤서니 시니스카 긴팅 · 인도네시아 |                              |
| 2020 도쿄 자세히       | 빅토르 악셀센 · 덴마크       | 꾼라웃 위팃산 · 태국              |                              |
| 2024 파리 자세히       | 빅토르 악셀센 · 덴마크       | 리지아 · 말레이시아               |                              |

### 복식
| 종목                       | 금                                           | 은                                       | 동                                             |
| -------------------------- | -------------------------------------------- | ---------------------------------------- | ---------------------------------------------- |
| 1992 바르셀로나 자세히     | 김문수 · 박주봉 · 대한민국                   | 에디 하르토노 · 루디 구나완 · 인도네시아 | 리용보 · 톈빙이 · 중화인민공화국               |
| 1992 바르셀로나 자세히     | 김문수 · 박주봉 · 대한민국                   | 에디 하르토노 · 루디 구나완 · 인도네시아 | 라지프 사이드크 · 잘라니 사이드크 · 말레이시아 |
| 1996 애틀랜타 자세히       | 렉시 마이니키 · 리키 수바자 · 인도네시아     | 체아순 키트 · 옙킴혹 · 말레이시아        | 안토니우스 아리안토 · 데니 칸토노 · 인도네시아 |
| 1996 애틀랜타 자세히       | 렉시 마이니키 · 리키 수바자 · 인도네시아     | 체아순 키트 · 옙킴혹 · 말레이시아        | 하태권 · 김동문 · 대한민국                     |
| 2000 시드니 자세히         | 토니 구나완 · 칸드라 위자야 · 중화인민공화국 | 이동수 · 유용성 · 대한민국               |                                                |
| 2000 시드니 자세히         | 토니 구나완 · 칸드라 위자야 · 중화인민공화국 | 이동수 · 유용성 · 대한민국               |                                                |
| 2004 아테네 자세히         | 하태권 · 김동문 · 대한민국                   | 엥 히안 · 플랑디 림펠레 · 인도네시아     |                                                |
| 2004 아테네 자세히         | 하태권 · 김동문 · 대한민국                   | 카이쿤 · 푸하이펑 · 중화인민공화국       |                                                |
| 2008 베이징 자세히         | 마키스 키도 · 헨드라 세티아완 · 인도네시아   | 이재진 · 황지만 · 대한민국               |                                                |
| 2008 베이징 자세히         | 마키스 키도 · 헨드라 세티아완 · 인도네시아   | 마티아스 보에 · 카르스텐 모겐센 · 덴마크 |                                                |
| 2012 런던 자세히           | 카이쿤 · 푸하이펑 · 중화인민공화국           | 이용대 · 정재성 · 대한민국               |                                                |
| 2012 런던 자세히           | 카이쿤 · 푸하이펑 · 중화인민공화국           | 고브이셈 · 탄위키옹 · 말레이시아         |                                                |
| 2016 리우데자네이루 자세히 | 장난 · 푸하이펑 · 중화인민공화국             | 크리스 랭리지 · 마커스 앨리스 · 영국     |                                                |
| 2016 리우데자네이루 자세히 | 장난 · 푸하이펑 · 중화인민공화국             | 리쥔후이 · 리위첸 · 중화인민공화국       |                                                |
| 2020 도쿄 자세히           | 리양 · 왕치린 · 중화 타이베이                | 아론 치아 · 소위이크 · 말레이시아        |                                                |
| 2020 도쿄 자세히           | 리양 · 왕치린 · 중화 타이베이                | 량웨이컹 · 왕창 · 중화인민공화국         |                                                |
| 2024 파리 자세히           | 리양 · 왕치린 · 중화 타이베이                | 아론 치아 · 소위이크 · 말레이시아        |                                                |

## 여자

### 단식
| 종목                   | 금                        | 은                                    | 동                         |
| ---------------------- | ------------------------- | ------------------------------------- | -------------------------- |
| 1992 바르셀로나 자세히 | 수시 수산티 · 인도네시아  | 방수현 · 대한민국                     | 후앙 후아 · 중화인민공화국 |
| 1992 바르셀로나 자세히 | 수시 수산티 · 인도네시아  | 방수현 · 대한민국                     | 탕 지우홍 · 중화인민공화국 |
| 1996 애틀랜타 자세히   | 방수현 · 대한민국         | 미아 오디나 · 인도네시아              | 수시 수산티 · 인도네시아   |
| 1996 애틀랜타 자세히   | 방수현 · 대한민국         | 미아 오디나 · 인도네시아              | 카밀라 마틴 · 덴마크       |
| 2000 시드니 자세히     | 공치차오 · 중화인민공화국 | 예차오양 · 중화인민공화국             |                            |
| 2000 시드니 자세히     | 공치차오 · 중화인민공화국 | 미아 오디나 · 네덜란드                |                            |
| 2004 아테네 자세히     | 장닝 · 중화인민공화국     | 저우미 · 중화인민공화국               |                            |
| 2004 아테네 자세히     | 장닝 · 중화인민공화국     | 시에샹펑 · 중화인민공화국             |                            |
| 2008 베이징 자세히     | 장닝 · 중화인민공화국     | 마리아 크리스틴 율리안티 · 인도네시아 |                            |
| 2008 베이징 자세히     | 장닝 · 중화인민공화국     | 왕이한 · 중화인민공화국               |                            |
| 2012 런던 자세히       | 리쉐루이 · 중화인민공화국 | 세이나 네이웡 · 인도                  |                            |
| 2012 런던 자세히       | 리쉐루이 · 중화인민공화국 | 푸사를라 벵카타 신두 · 인도           |                            |
| 2016 리우 자세히       | 카롤리나 마린 · 스페인    | 노조미 오쿠하라 · 일본                |                            |
| 2016 리우 자세히       | 카롤리나 마린 · 스페인    | 다이쯔잉 · 중화 타이베이              |                            |
| 2020 도쿄 자세히       | 천위페이 · 중화인민공화국 | 푸사를라 벵카타 신두 · 인도           |                            |
| 2020 도쿄 자세히       | 천위페이 · 중화인민공화국 | 허빙자오 · 중화인민공화국             |                            |
| 2024 파리 자세히       | 안세영 · 대한민국         | 그레고리아 마리스카 툰중 · 인도네시아 |                            |

### 복식
| 종목                       | 금                                               | 은                                            | 동                                 |
| -------------------------- | ------------------------------------------------ | --------------------------------------------- | ---------------------------------- |
| 1992 바르셀로나 자세히     | 정소영 · 황혜영 · 대한민국                       | 관웨이잔 · 농춘후아 · 중화인민공화국          | 길영아 · 심은정 · 대한민국         |
| 1992 바르셀로나 자세히     | 정소영 · 황혜영 · 대한민국                       | 관웨이잔 · 농춘후아 · 중화인민공화국          | 린얀펀 · 야오펀 · 중화인민공화국   |
| 1996 애틀랜타 자세히       | 거페이 · 구준 · 중화인민공화국                   | 길영아 · 장혜옥 · 대한민국                    | 친이위안 · 탕용슈 · 중화인민공화국 |
| 1996 애틀랜타 자세히       | 거페이 · 구준 · 중화인민공화국                   | 길영아 · 장혜옥 · 대한민국                    | 황난얀 · 양웨이 · 중화인민공화국   |
| 2000 시드니 자세히         | 거페이 · 구준 · 중화인민공화국                   | 가오링 · 친이위안 · 중화인민공화국            |                                    |
| 2000 시드니 자세히         | 거페이 · 구준 · 중화인민공화국                   | 가오링 · 황수이 · 중화인민공화국              |                                    |
| 2004 아테네 자세히         | 양웨이 · 장지에원 · 중화인민공화국               | 이경원 · 이효정 · 대한민국                    |                                    |
| 2004 아테네 자세히         | 양웨이 · 장지에원 · 중화인민공화국               | 이경원 · 이효정 · 대한민국                    |                                    |
| 2008 베이징 자세히         | 두징 · 위양 · 중화인민공화국                     | 웨이이링 · 쟝아원 · 중화인민공화국            |                                    |
| 2008 베이징 자세히         | 두징 · 위양 · 중화인민공화국                     | 후지 미즈키 · 카키와 레이나 · 일본            |                                    |
| 2012 런던 자세히           | 톈칭 · 자오윈레이 · 중화인민공화국               | 발레리아 소로키나 · 니나 비슬로바 · 러시아    |                                    |
| 2012 런던 자세히           | 톈칭 · 자오윈레이 · 중화인민공화국               | 크리스티나 페데르센 · 카밀라 리터 줄 · 덴마크 |                                    |
| 2016 리우데자네이루 자세히 | 마츠모토 미사키 · 다카하시 아야카 · 일본         | 신승찬 · 정경은 · 대한민국                    |                                    |
| 2016 리우데자네이루 자세히 | 마츠모토 미사키 · 다카하시 아야카 · 일본         | 천칭천 · 자이판 · 중화인민공화국              |                                    |
| 2020 도쿄 자세히           | 그레이시아 폴리 · 아프리야니 라하유 · 인도네시아 | 김소영 · 공희용 · 대한민국                    |                                    |
| 2020 도쿄 자세히           | 그레이시아 폴리 · 아프리야니 라하유 · 인도네시아 | 류셩슈 · 탄닝 · 중화인민공화국                |                                    |
| 2024 파리 자세히           | 천칭천 · 자이판 · 중화인민공화국                 | 마쓰야마 나미 · 시바 치하루 · 일본            |                                    |

## 혼합 복식
| 종목                       | 금                                             | 은                                             | 동                                              |
| -------------------------- | ---------------------------------------------- | ---------------------------------------------- | ----------------------------------------------- |
| 1996 애틀랜타 자세히       | 김동문 · 길영아 · 대한민국                     | 박주봉 · 라경민 · 대한민국                     | 리지안준 · 순만 · 중화인민공화국                |
| 2000 시드니 자세히         | 장쥔 · 가오링 · 중화인민공화국                 | 트리 쿠샤르잔토 · 미나르티 티무르 · 인도네시아 | 사이먼 아처 · 조앤 구드 · 영국                  |
| 2004 아테네 자세히         | 장쥔 · 가오링 · 중화인민공화국                 | 네이선 로버트슨 · 게일 엠스 · 영국             | 옌스 에릭센 · 메테 슈졸다게르 · 덴마크          |
| 2008 베이징 자세히         | 이용대 · 이효정 · 대한민국                     | 노바 위디안토 · 릴리야나 나트시르 · 인도네시아 | 허난빈 · 위양 · 중화인민공화국                  |
| 2012 런던 자세히           | 장난 · 자오윈레이 · 중화인민공화국             | 쉬천 · 마진 · 중화인민공화국                   | 요아힘 피셔 닐슨 · 크리스티나 페데르센 · 덴마크 |
| 2016 리우데자네이루 자세히 | 톤토위 아마드 · 릴리야나 나트시르 · 인도네시아 | 찬펭순 · 고리우잉 · 말레이시아                 | 장난 · 자오윈레이 · 중화인민공화국              |
| 2020 도쿄 자세히           | 왕일류 · 황동핑 · 중화인민공화국               | 정쓰웨이 · 황야총 · 중화인민공화국             | 와타나베 유타 · 히가시노 아리사 · 일본          |
| 2024 파리 자세히           | 정쓰웨이 · 황야총 · 중화인민공화국             | 김원호 · 정나은 · 대한민국                     | 와타나베 유타 · 히가시노 아리사 · 일본          |

## 메달 집계
| 순위 | 나라                | 금 | 은 | 동 | 합계 |
| 1    | 중국 (CHN)          | 22 | 15 | 15 | 52   |
| 2    | 인도네시아 (IND)    | 8  | 6  | 8  | 22   |
| 3    | 대한민국 (KOR)      | 7  | 8  | 7  | 22   |
| 4    | 덴마크 (DEN)        | 3  | 3  | 4  | 10   |
| 5    | 중화 타이베이 (TPE) | 2  | 1  | 0  | 3    |
| 6    | 일본 (JPN)          | 1  | 1  | 4  | 6    |
| 7    | 스페인 (ESP)        | 1  | 0  | 0  | 1    |
| 8    | 말레이시아 (MAS)    | 0  | 6  | 5  | 11   |
| 9    | 영국 (GBR)          | 0  | 1  | 2  | 3    |
| 9    | 인도 (IND)          | 0  | 1  | 2  | 3    |
| 11   | 네덜란드 (NED)      | 0  | 1  | 0  | 1    |
| 11   | 태국 (THA)          | 0  | 1  | 0  | 1    |
| 13   | 러시아 (RUS)        | 0  | 0  | 1  | 1    |
| 합계 | 합계                | 44 | 44 | 18 | 136  |

## 같이 보기
- 세계 배드민턴 선수권 대회

## 참조
- “올림픽 성적 데이터베이스”. 국제 올림픽 위원회. 2009년 4월 5일에 확인함.